# Винге, Йос ван
Йос ван Винге, или Йодокус ван Вингхен (нидерл. Joos van Winghe, Jodocus a Winghe or Jodocus van Winghen; 1544, Брюссель — 1603, Франкфурт-на-Майне) — фламандский живописец и гравёр. Известен картинами исторического и мифологического жанров, портретами, аллегориями и сценками бытового жанра, в том числе так называемыми «весёлыми компаниями». Работал в Брюсселе придворным живописцем, покинул Фландрию после падения Антверпена в 1585 году. Затем художник работал во Франкфурте до конца своей карьеры. В Германии он пользовался покровительством императора Священной Римской империи Рудольфа II, где примкнул к стилевому течению интернационального маньеризма.

## Биография
Основным источником информации о жизни Йоса ван Винге является сочинение нидерландского историографа Карелa ван Мандерa «Книга о художниках» (1604). Ван Мандер утверждал, что ван Винге родился в 1544 году в Брюсселе. Однако документов, подтверждающих этот факт, не найдено.
Ван Мандер писал, что ван Винге отправился в Италию, чтобы продолжить учёбу. В Риме он прожил четыре года, в Парме, в трапезной монастыря сервитов, написал фреску «Тайная вечеря». Ван Винге работал в мастерской итальянского живописца-маньериста Якопо Зангиди (Бертойи), у которого также трудился фламандский художник Бартоломеус Спрангер. Бертойя нанял ван Винге и Спрангера для завершения росписей в комнатах Виллы Фарнезе в Капрароле. Во время пребывания в Италии зародилась многолетняя дружба между Спрангером и ван Винге. Рисунок Спрангера по утраченной позднее картине ван Винге доказывает, что два художника поддерживали контакты десятилетия спустя, когда Спрангер много лет был придворным художником Рудольфа II в Праге, а ван Винге поселился во Франкфурте.

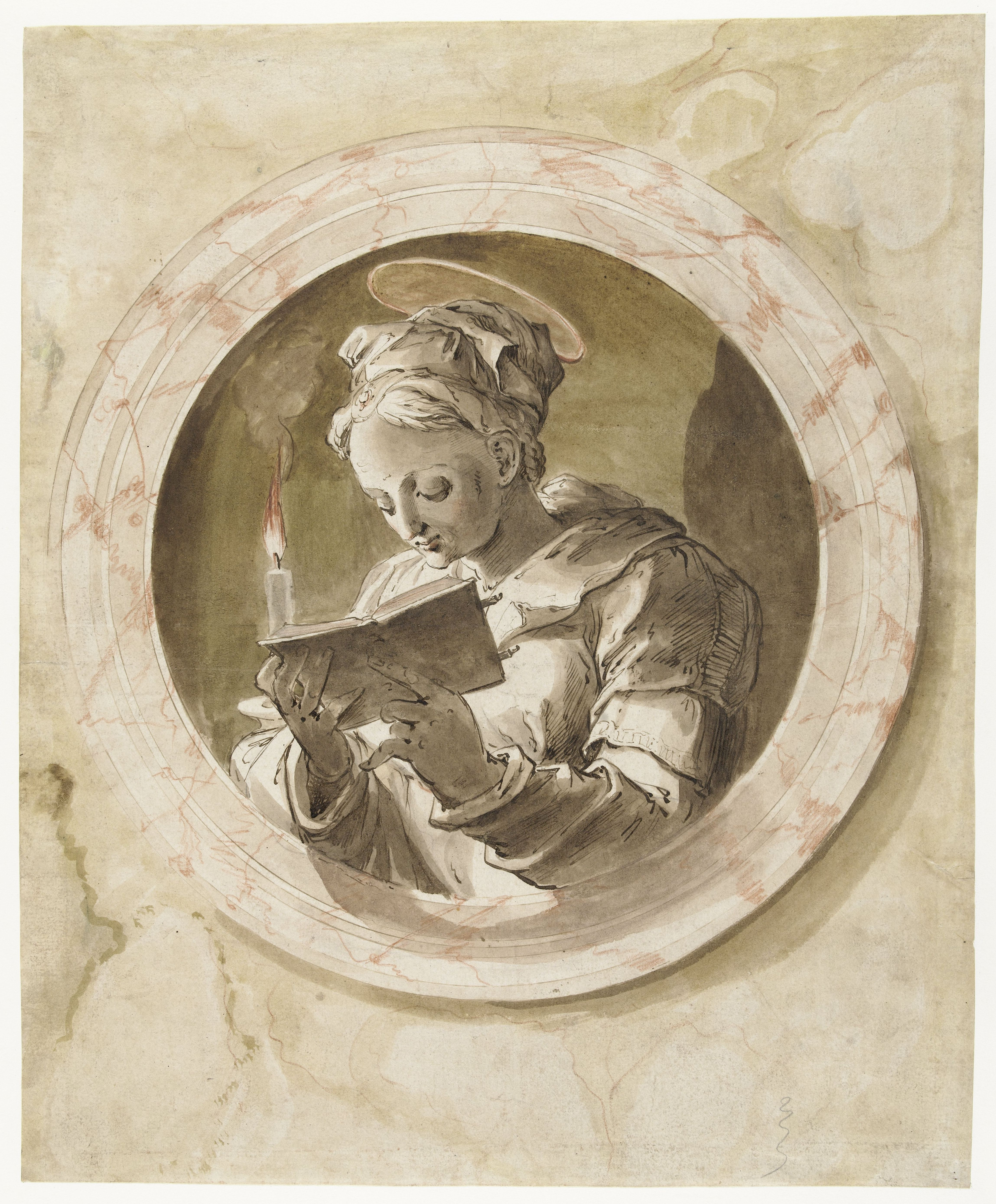
Мария Магдалина (Святая Агата ?). Между 1587 и 1603. Бумага, тушь, кисть, перо, сангина. Рейксмюсеум, Амстердам

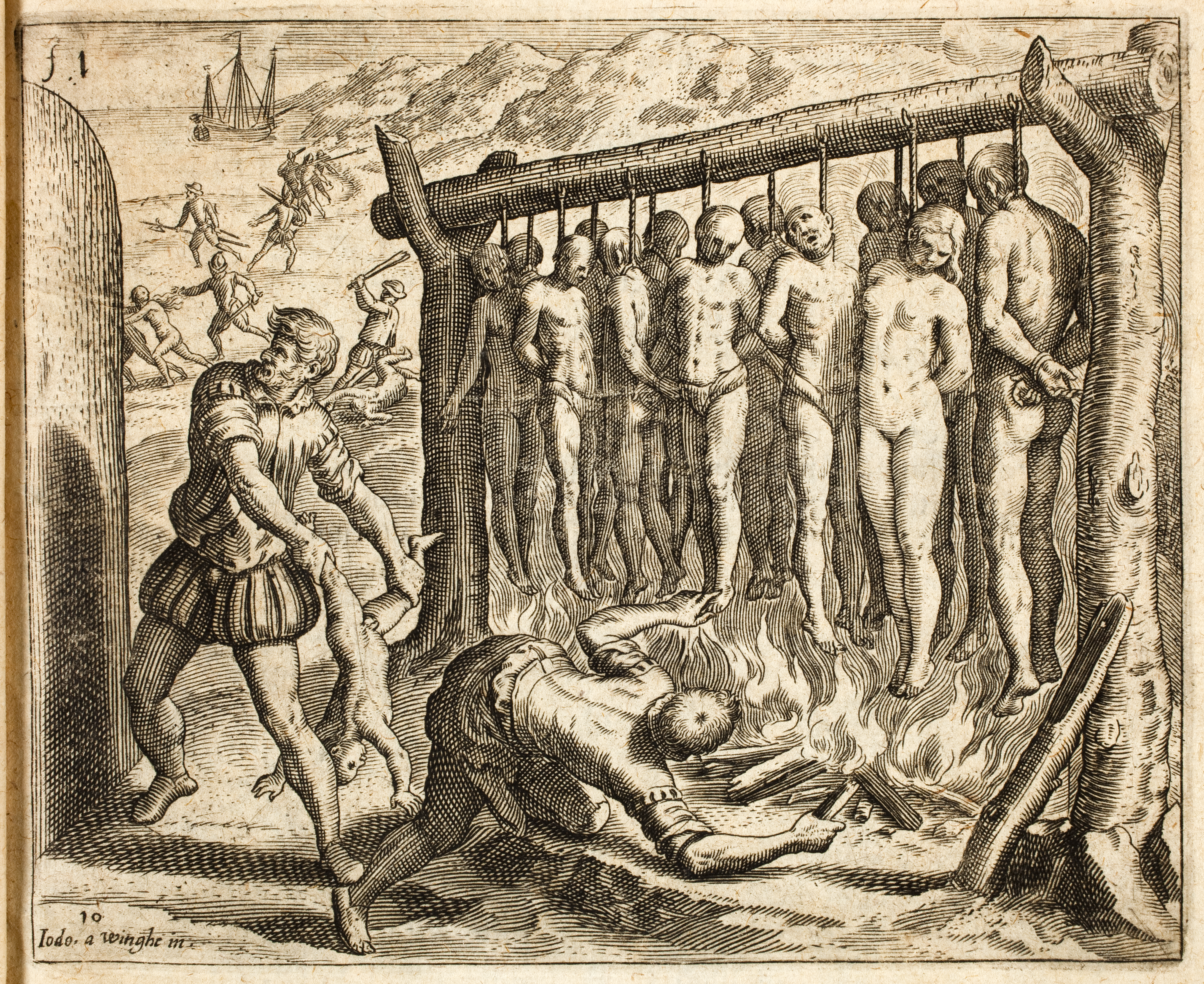
Иллюстрация к «Истории завоевания Индий» Бартоломе де лас Касаса. Офорт Теодора де Бри

По пути на родину в 1564—1568 годах ван Винге посетил Париж, провёл время в Фонтенбло, где познакомился с маньеристским стилем школы Фонтенбло. Фламандский художник Хендрик де Клерк, возможно, был учеником ван Винге во время его пребывания в Италии.
После возвращения в Брюссель в 1568 году ван Винге стал придворным художником Алессандро Фарнезе, герцога Пармского, в то время генерал-губернатора Испанских Нидерландов. Ван Винге женился на Катарине ван дер Борхт, которая была членом известной художественной семьи ван дер Борхт. Их сын Иеремия ван Винге позднее стал живописцем. Он покинул свою родину вместе со своей семьёй в 1585 году после падения Антверпена, и его должность придворного художника занял Отто ван Веен.
Йос ван Винге поселился во Франкфурте, в 1588 году стал гражданином города (бюргером). Там он вошёл в большую общину фламандских художников, покинувших родину по религиозным причинам, таких как Ганс Фредеман де Врис, Мартен ван Валькенборх и его сыновья Фредерик ван Валькенборх и Лукас ван Валькенборх, Йорис и Якоб Хофнагели. Многие художники были связаны родственными узами благодаря смешанным бракам. Во Франкфурте также было много фламандских гравёров и издателей. Живописцы по традиции работали совместно: один писал в картине фигуры, другой — пейзаж, третий вносил элементы натюрморта. Художники также предоставляли рисунки для книг, гравируемые местными мастерами. Ван Винге поддерживал тесные отношения с общиной фламандских художников во Франкентале через Хендрика Гюйсманса, с которым он был связан через своего младшего брата Максимилиана ван Винге, проживавшего во Франкентале, а также через его брак с Катариной ван дер Борхт, который связывал его с семьёй художников ван дер Борхтов. Ван Винге, вероятно, пользовался покровительством императора Священной Римской империи Рудольфа II благодаря своему другу Спрангеру, который был придворным художником в Праге. Спрангер, возможно, сыграл важную роль в покупке картины ван Винге «Апеллес рисует Кампаспу перед Александром» для императорской коллекции и серии картин «Двенадцать апостолов», посвящённой пражскому архиепископу Берке.
Ван Винге написал ряд весёлых бытовых сцен, изображающих карнавалы и ночные веселья. Художники-маньеристы отдавали предпочтение произведениям с аллегорическим смыслом. Ван Винге не был исключением из этого правила и создавал аллегорические произведения, такие как «Аллегория тщеславия» и «Слава, парящая над земным шаром». Другие аллегорические композиции имеют политическое значение, например, аллегория, описанная ван Мандером, изображающая скованную персонификацию Бельгики, то есть Нидерландов.
Во Франкфурте ван Винге, по-видимому, в основном работал рисовальщиком для гравёров. Он разработал иллюстрации для первого латинского перевода (сделанного после французского издания 1579 года) книги Бартоломе де лас Касаса «Brevísima relación de la destrucción de las Indias» (1552), в которой описывалось жестокое обращение с коренным населением в Америке. Книга была опубликована в 1598 году во Франкфурте Теодором де Бри (который также гравировал иллюстрации) и Иоганном Сауром под названием «Narratio Regionum Indicarum per Hispanos quosdam deuastatarum verissima».

## Галерея

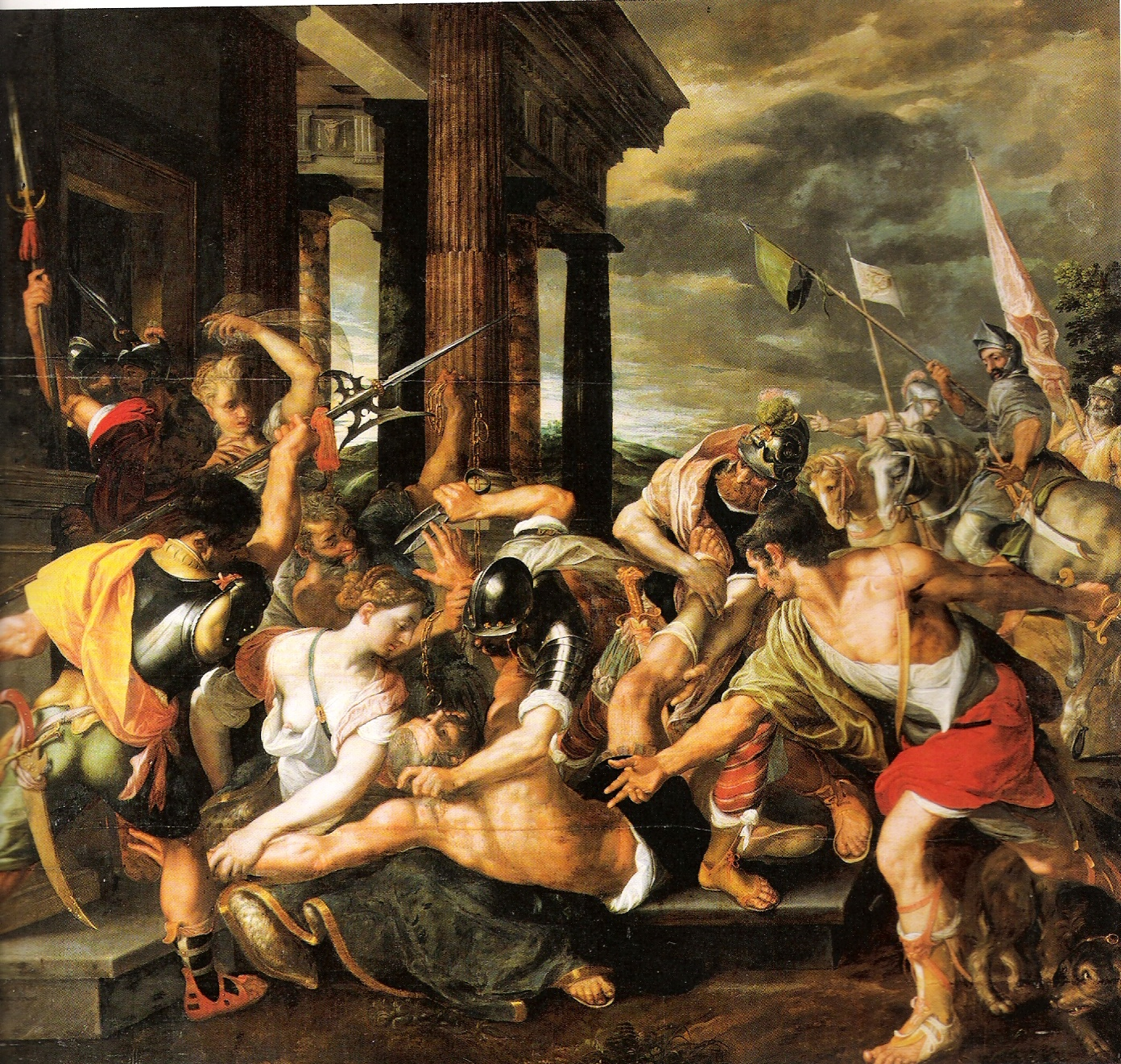
Самсон и Далила. Ок. 1580. Холст на дереве, масло. Кунстпаласт, Дюссельдорф
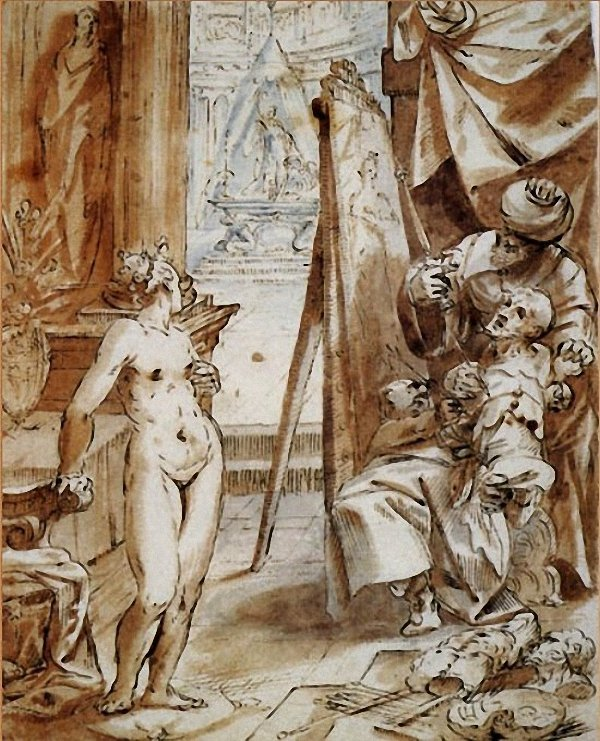
Аристотель изображает Кампаспу. Бумага, тушь, кисть, перо. Ок. 1600
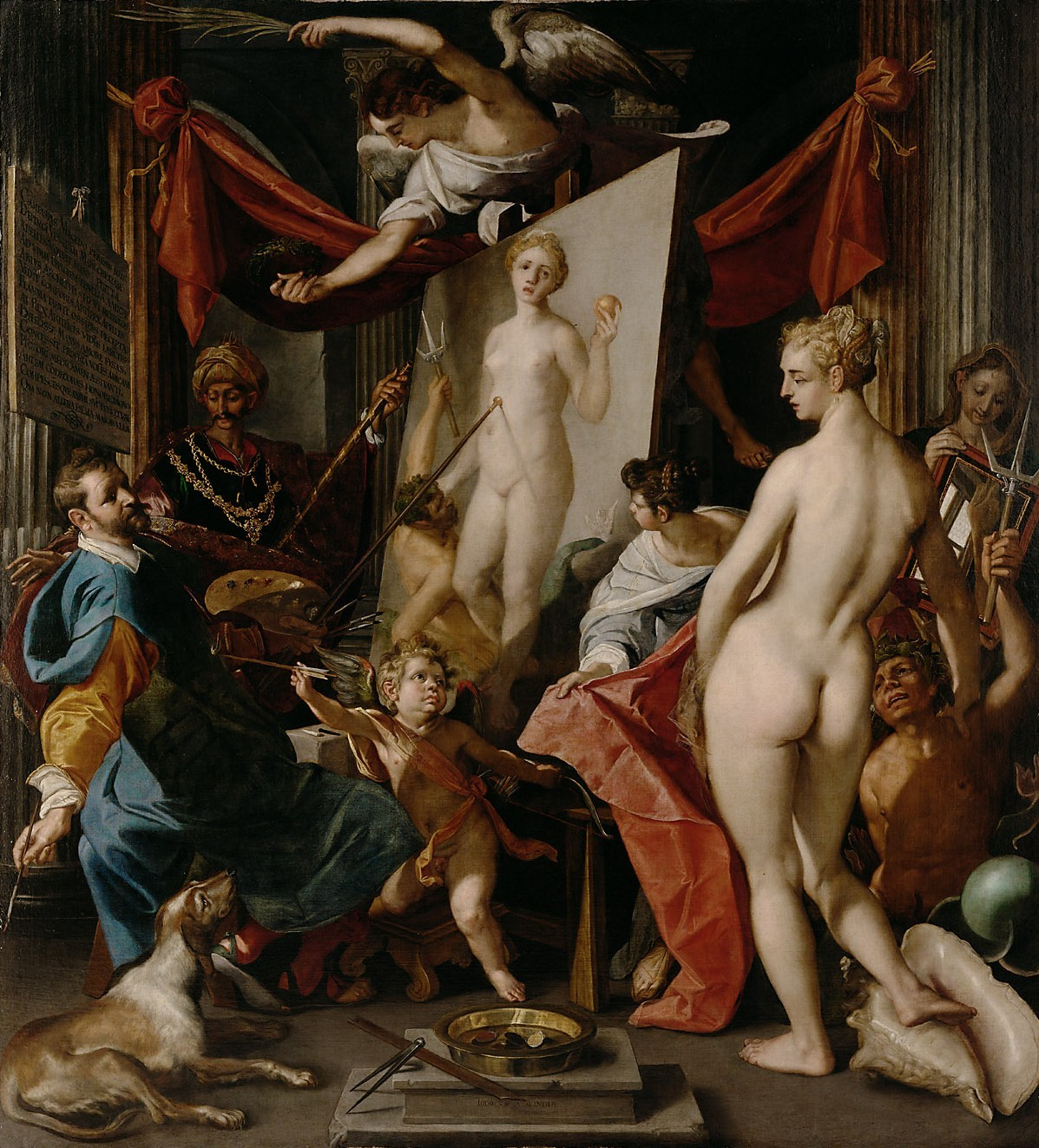
Апеллес (автопортрет художника) рисует Кампаспу перед Александром. 1600. Холст, масло. Музей истории искусств, Вена
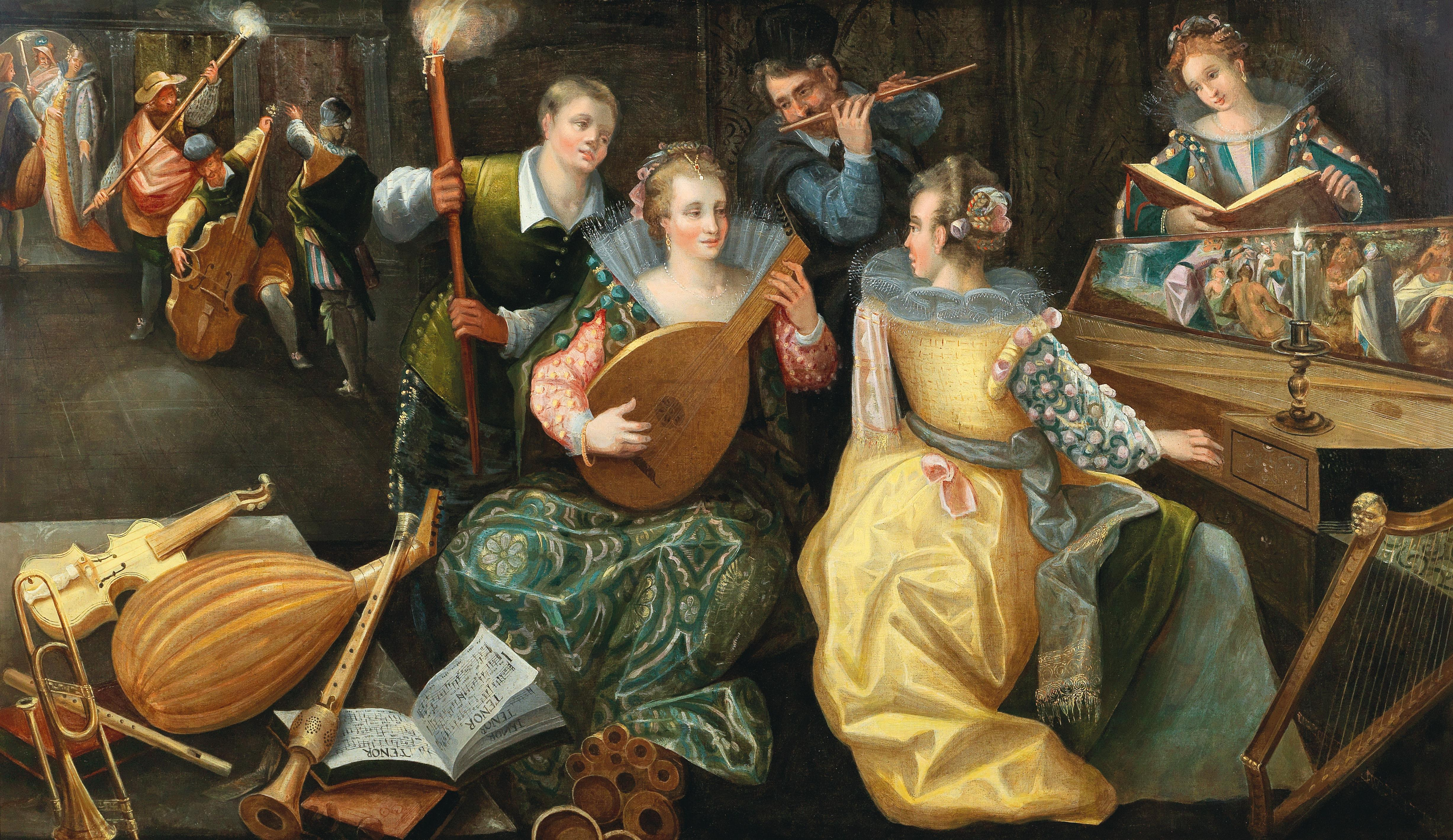
Изысканная компания музицирует при свете факелов. Между 1570 и 1603. Холст, масло. Частное собрание
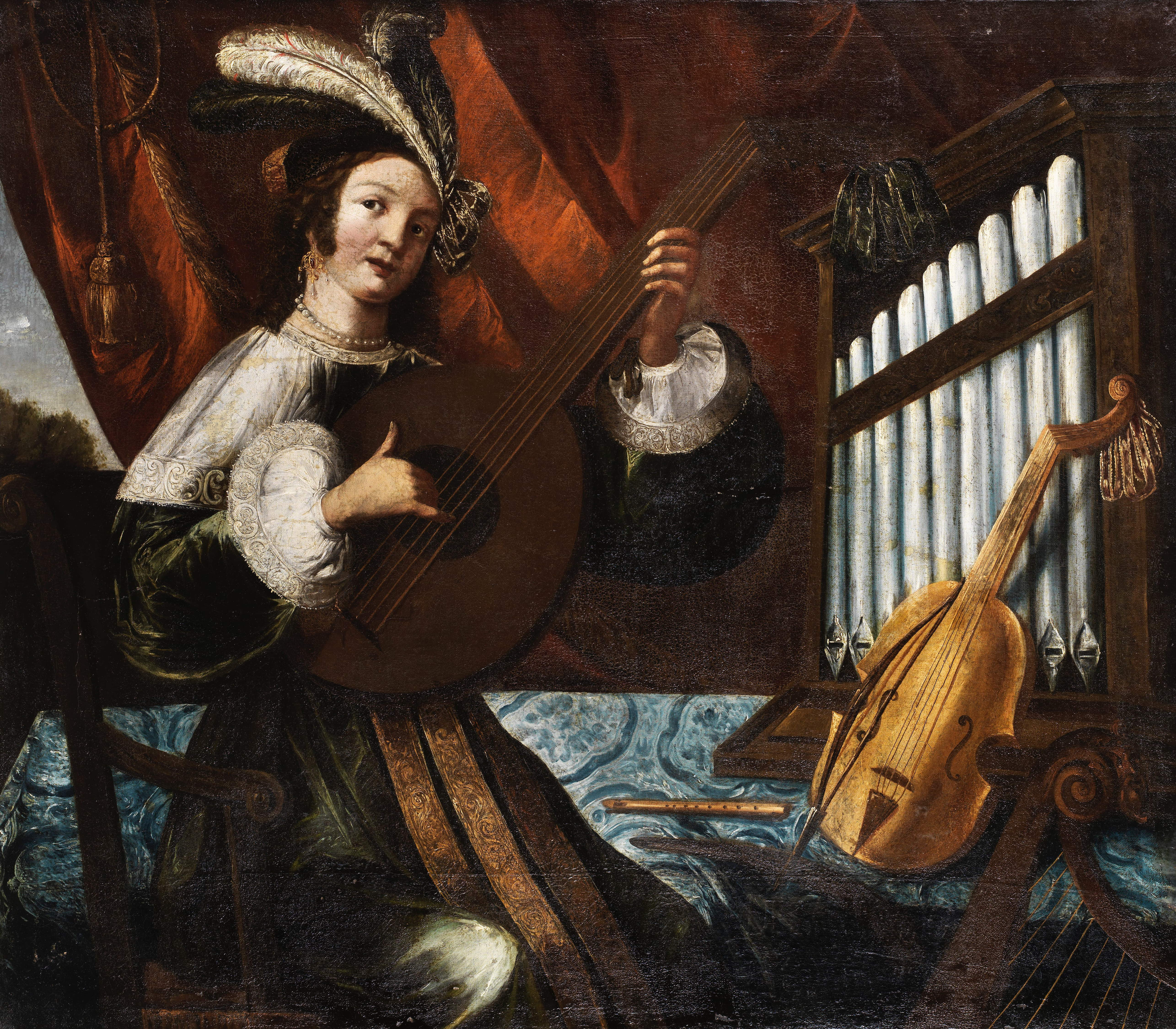
Аллегория музыки. До 1603. Холст, масло. Частное собрание
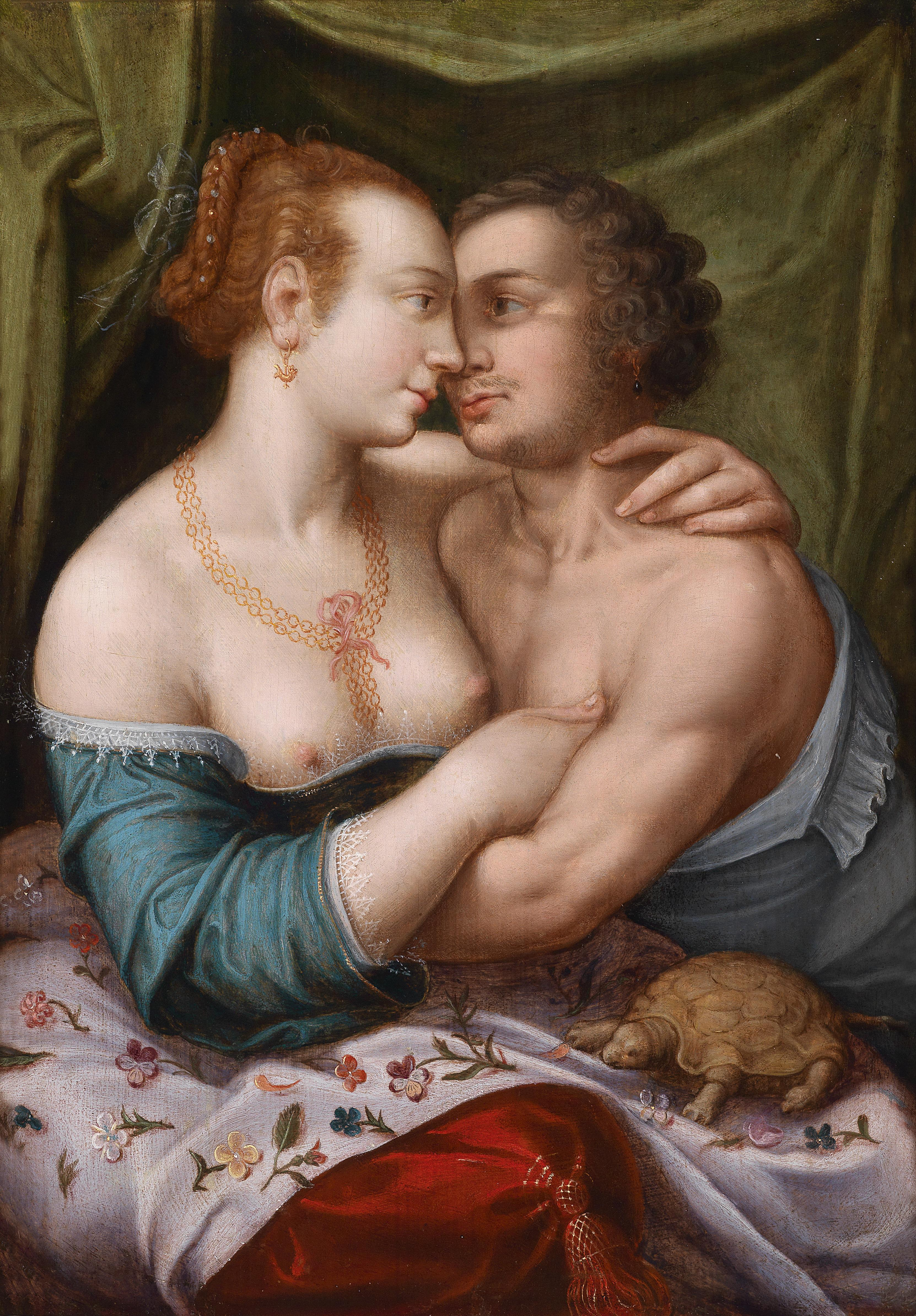
Элегантная любовная пара. Между 1570 и 1603. Дерево, масло. Пражская школа. По рисунку Х. Гольциуса (?). Частное собрание
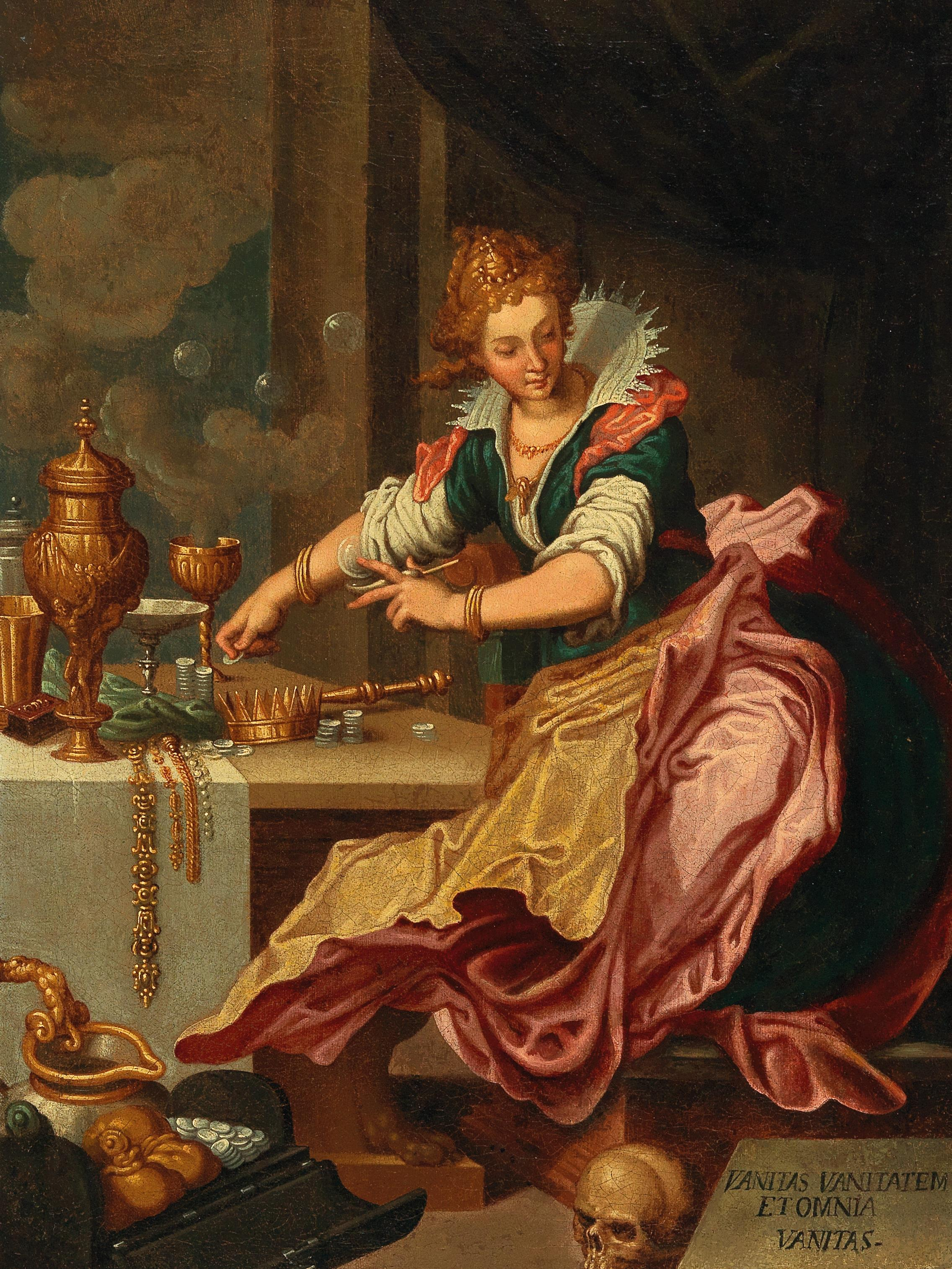
Аллегория тщеславия. Между 1570 и 1603. Холст, масло. Частное собрание
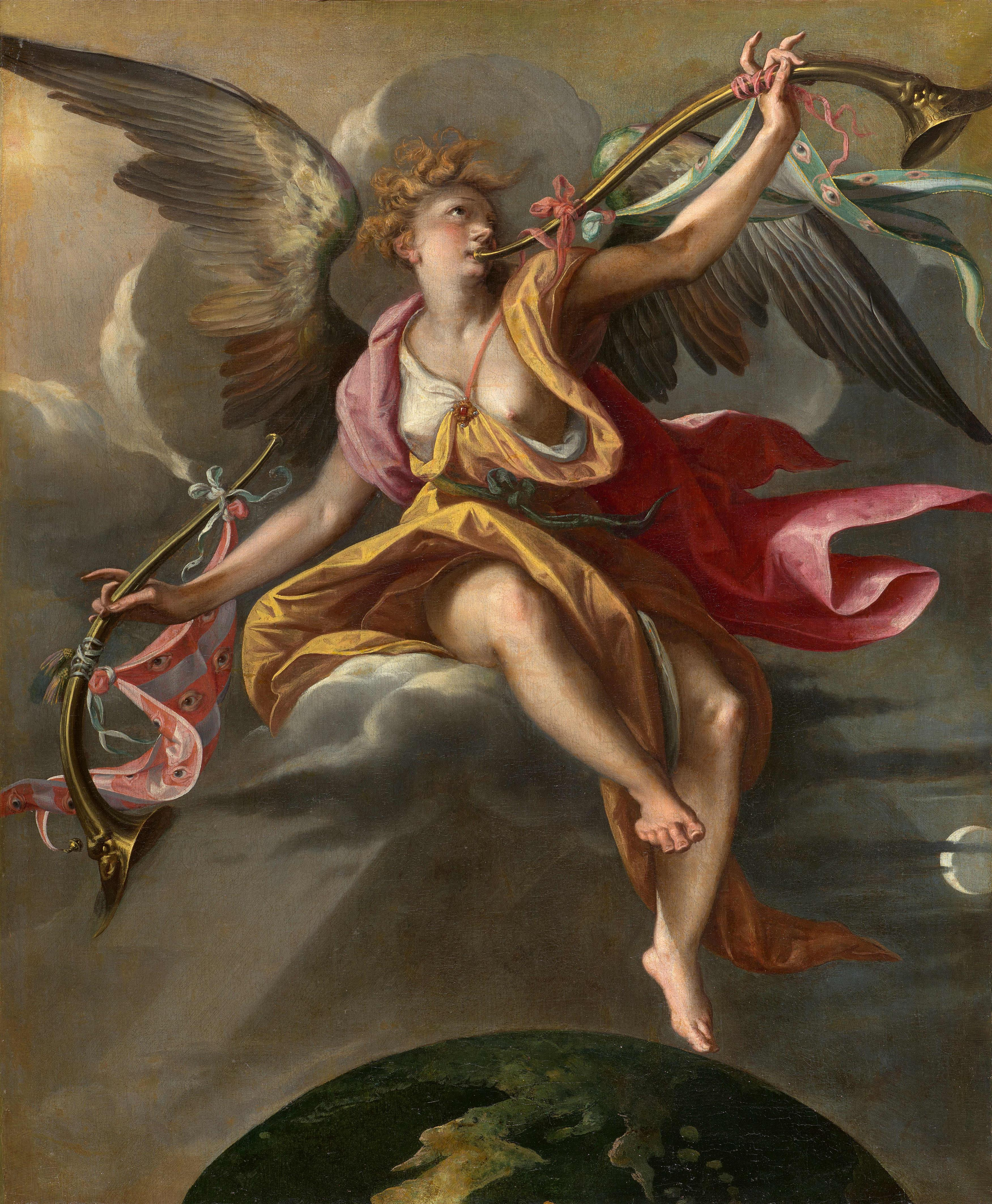
Слава, парящая над земным шаром. Между 1580 и 1630. Холст, масло. Частное собрание